# 黔川乌头
黔川乌头（学名：Aconitum cavaleriei）为毛茛科乌头属下的一个种。該物種主要分布于中國湖南、贵州、四川西部。該物種的模式标本采自中國贵州平伐。

## 扩展阅读
- 維基物種上的相關：黔川乌头